# Первотаровское казачье сельское поселение
Первотаровский сельский округ — сельский округ в Исилькульском районе Омской области.
Административный центр — село Первотаровка.

## География
Расстояние до районного центра — 26 км.

## История
До 2011 года называлось Первотаровское сельское поселение.
Законом Омской области от 2 июня 2011 года № 1353-ОЗ переименовано в Первотаровское казачье сельское поселение.

## Административное деление
| статус  | населённый пункт | год основания |
| ------- | ---------------- | ------------- |
| село    | Первота́ровка     | 1752          |
| деревня | Емонта́ево        | ?             |
| деревня | Сосно́вка         | ?             |